# Kleinwolmsdorf

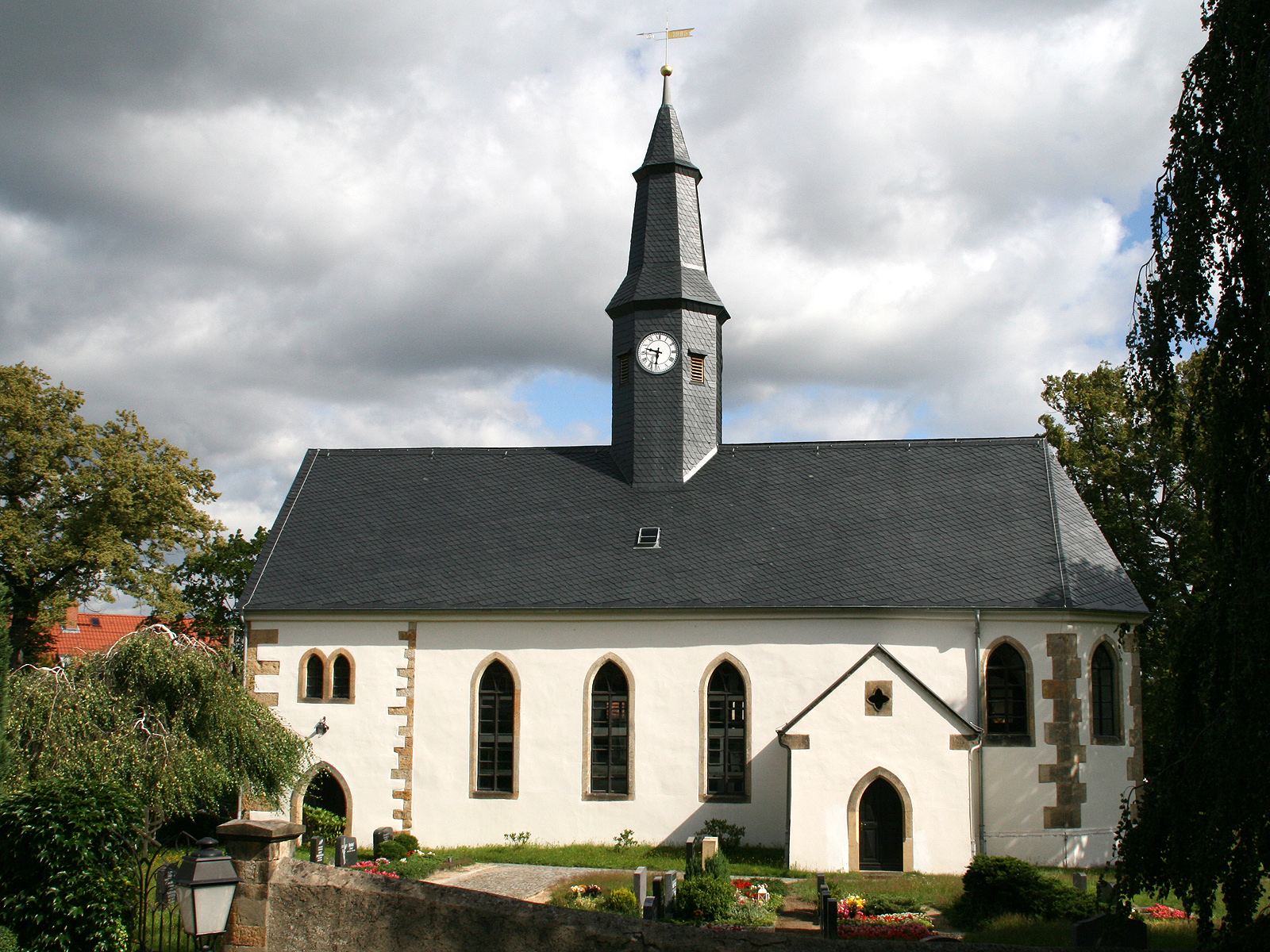
Kirche Kleinwolmsdorf

Kleinwolmsdorf ist ein Ortsteil der Gemeinde Arnsdorf im Landkreis Bautzen südöstlich von Radeberg in Sachsen. Das ehemals eigenständige Dorf wurde im Jahr 1974 eingemeindet.

## Lage
Die Ortschaft erstreckt sich in Ost-West-Richtung über eine Länge von 1,5 km entlang der Kreisstraße K9256 etwa in der Mitte zwischen Arnsdorf und Großerkmannsdorf. Nachbarorte sind im Norden Wallroda, im Osten Arnsdorf, im Südwesten Großerkmannsdorf und im Nordwesten Radeberg.

## Geschichte
Kleinwolmsdorf setzt sich aus zwei Siedlungsteilen (Amtsgemeinde, Hofgemeinde) zusammen, die erst 1839 zu Kleinwolmsdorf zusammengeschlossen wurden. Die ehemalige Amtsgemeinde erstreckt sich als Waldhufendorf auf einer Länge von 1 km entlang des Dorfbaches, der nahe der ehemaligen Mühle linksseitig in die Schwarze Röder mündet. Die ehemalige Hofgemeinde (Hofehäuser) dagegen liegt südöstlich des einstigen Rittergutes am gegenüberliegenden rechten Ufer der Schwarzen Röder.
Älteste bekannte Schreibweise (1350) aus dem Lehnbuch Friedrichs des Strengen ist Wolframsdorf. Spätere Namensformen waren unter anderen Wolmßdorff und Kleinwolmßdorff sowie Abwandlungen, die auch auf schlechte Lesbarkeit zurückgeführt werden können. Die Namensgebung könnte auf einen Lokator namens Wolfram zurückzuführen sein, der den Wald roden und die Flur in Hufen einteilen ließ. Demgegenüber schreibt der Kartograph Matthias Oeder um 1600 Klein-Wolfsdorff, was auf Wolfsdorf bei Staffelstein in Oberfranken schließen ließe. Die ersten Siedler Kleinwolmsdorfs sollen aus Franken gekommen sein.

### Eingemeindungen
Kleinwolmsdorf wurde am 1. April 1974 in die Gemeinde Arnsdorf eingegliedert.

### Einwohnerentwicklung
Kleinwolmsdorf erlebte Ende des 19. Jahrhunderts ein starkes Bevölkerungswachstum, welches erst durch die Weltkriege abgeschwächt wurde. Die höchste Einwohnerzahl erreichte die Ortschaft in der Nachkriegszeit. Danach war die Bevölkerungszahl stark rückläufig.
| Jahr      | 1559 | 1764 | 1834 | 1871 | 1890 | 1910 | 1925 | 1939 | 1946 | 1950 | 1964 |
| --------- | ---- | ---- | ---- | ---- | ---- | ---- | ---- | ---- | ---- | ---- | ---- |
| Einwohner | 201  | 280  | 482  | 549  | 664  | 831  | 873  | 873  | 1021 | 1053 | 969  |

Auch nach der Eingemeindung nach Arnsdorf hielt der Bevölkerungsrückgang weiter an und stabilisierte sich erst in den 2000er Jahren. Derzeit leben in Kleinwolmsdorf 488 Einwohner (Stand: 27. Juni 2024).
| Jahr      | 1990 | 1995 | 2000 | 2003 | 2006 | 2009 | 2012 |
| --------- | ---- | ---- | ---- | ---- | ---- | ---- | ---- |
| Einwohner | 635  | 587  | 540  | 430  | 496  | 476  | 479  |

## Politik

### Ortschaftsrat
Der Ortschaftsrat von Kleinwolmsdorf besteht seit der Kommunalwahl am 9. Juni 2024 aus fünf Ratsmitgliedern der folgenden Wählervereinigungen:
| Partei                               | Sitze |
| ------------------------------------ | ----- |
| Bürgerforum e. V.                    | 3     |
| Christlich Demokratische Union (CDU) | 1     |
| Alternative für Deutschland (AfD)    | 1     |

Die Wahlbeteiligung lag bei 77,6 %.

### Ortsvorsteher
Zur Ortsvorsteherin wurde das Ortschaftsratsmitglied Heidemarie Heim (Bürgerforum e. V.) gewählt.

## Sehenswürdigkeiten

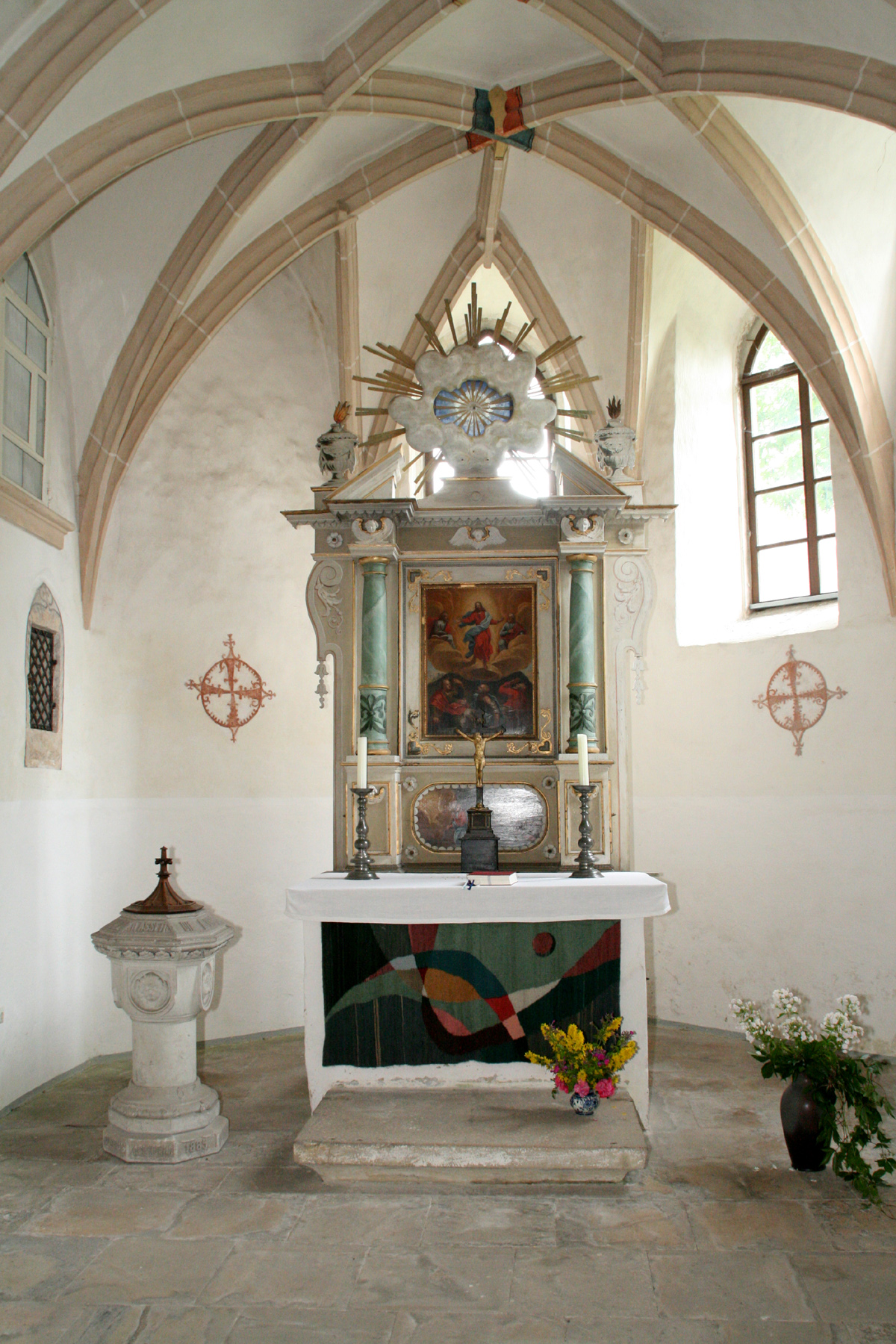
Kirche innen (Altar)

Eine komplette Aufstellung der Kultur- und Baudenkmale ist auf der Liste der Kulturdenkmale in Kleinwolmsdorf zu finden, weitere Denkmale in der Liste von Denkmalen, Skulpturen und Ehrentafeln in Arnsdorf.

### Kirche
Die mehrfach umgebaute und erweiterte Kirche geht ursprünglich auf Anfang bis Mitte des 13. Jahrhunderts zurück. Im späten 17. Jahrhundert und Anfang des 18. Jahrhunderts wurde die Kirche unter barockem Einfluss mehrfach verändert. Die ehemals vorhandene Holzschindeldeckung wurde 1902 durch ein Dach aus Thüringer Schiefer ersetzt. Die Kirche besitzt zwei historisch wertvolle Bronzeglocken. Die große Glocke stammt aus dem Jahr 1484, hat einen Durchmesser von 97 cm, ein Gewicht von 565 kg und den Schlagton as1. Die kleine Glocke wurde um 1400 gegossen, hat einen Durchmesser von 48 cm, ein Gewicht von 254 kg und den Schlagton des2.
Die Orgel der Kirche wurde mehrfach erneuert. Die erste Orgel, 1712 von Jacob Ulisch aus Harthau erbaut, wurde 1865 gegen eine Orgel von Eduard Pfeifer aus Radeberg ausgetauscht. Diese erwies sich jedoch als Fehlkonstruktion und wurde 1907 durch eine Orgel von Hermann Eule aus Bautzen ersetzt, die 1990 restauriert wurde und bis heute ihren Dienst tut.
Die Kirche gehört zur Ev.-Luth. Kirchgemeinde Großerkmannsdorf-Kleinwolmsdorf im Kirchspiel Radeberger Land.

### Schloss

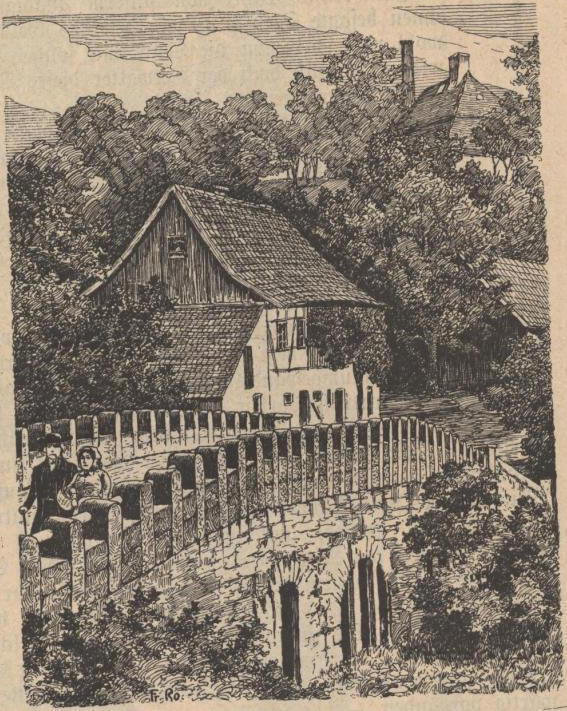
Alte Mühle mit Brücke über die Schwarze Röder, im Hintergrund das Herrenhaus des Ritterguts, um 1904

Das Schloss ist ein zweigeschossiger, siebenachsiger Mittelbau mit etwas zurückgesetzten Seitenbauten. Es befindet sich am östlichen Rande des Dorfes auf einer Anhöhe über der Schwarzen Röder. An seiner Stelle befand sich ehemals ein Vorwerk, das zum kurfürstlichen Amt Radeberg gehörte. Kurfürst Johann Georg II. erhob das Anwesen vom Vorwerk zum Rittergut und übergab es 1656 an den Geheimen Rat und Amtmann zu Dippoldiswalde, Georg Ernst von Dölau, der das Herrenhaus und spätere Schloss erbaute. Letzter Besitzer vor der Enteignung 1945 war Hans Fleischer. Nach 1945 beherbergte das Schloss die Gemeindebibliothek und einen Kindergarten. Später befanden sich hier Wohnungen, heute ist das Rittergut wieder Privatbesitz. Am Hoftor, das aus einer Kaserne der Dresdner Albertstadt stammt und 1920 hier verbaut wurde, ist noch heute das Wappen König Alberts von Sachsen zu sehen.

### Teichhaus
Die an das ehemalige Rittergut angrenzenden kurfürstlichen Teiche wurden 1776 als Erbpacht von Minister Christian Gotthelf von Gutschmid erworben. Eine regelmäßig betriebene Teichbewirtschaftung, die hohe Fischerträge erzielte, sicherte den Bewohnern Kleinwolmsdorfs und auch der angrenzenden Ortschaften Arnsdorf und Wallroda Lohn und Brot. Alle zwei Jahre zelebrierten die Adligen ein weithin bekanntes großes Karpfenessen. Der etwa 50 ha große Lange Teich (siehe Schwarze Röder), auch Wolmsdorfer See genannt, wurde 1814 mit großen Kosten trockengelegt und in Wiesenland umgewandelt.
Von der Tradition der Teichwirtschaft zeugt das noch erhaltene Teichhaus. Es war einst das Wohnhaus des Teichknechtes (Teichaufsehers) und später des Revierförsters des Rittergutes. Es befindet sich auf dem Damm des ehemaligen Langen Teiches, südöstlich der Kleinwolmsdorfer Siedlung Hofehäuser.

### Sühnekreuz

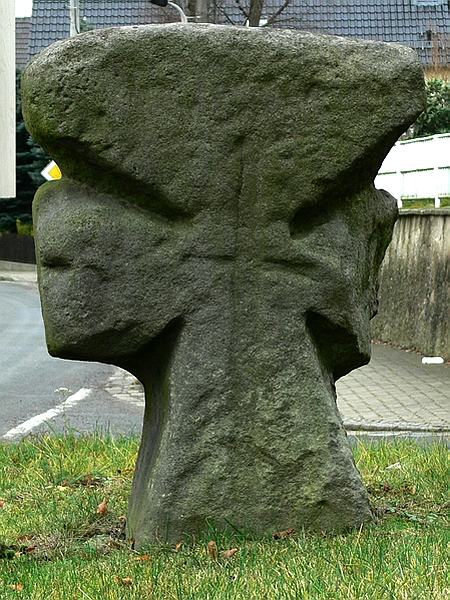
Steinkreuz

Das aus Sandstein bestehende Kreuz befindet sich nordöstlich der Kirche und wurde hier auch fälschlich Schwedenstein genannt. Auf der Rückseite des Kreuzes befindet sich die Abbildung eines Richtschwertes mit starkem Griff. Entsprechend Überlieferung aus dem Kleinwolmsdorfer Kirchenbuch und aus den Amtsakten von Radeberg soll es am 19. Februar 1606 in Kleinwolmsdorf einen Totschlag gegeben haben. Der Täter flüchtete ins Ausland. Seine Familie setzte den Sühnestein an den Tatort, wo er bis 1880 verblieb. Später wurde der Stein wegen Straßenbaus an die Grundstückseinfriedung des damaligen Opfers versetzt.
Ein weiteres kleines Kreuz aus Sandstein (Malteserkreuz) ist in die östliche Außenwand der Kirche eingelassen.

### Geschwister-Scholl-Ecke mit Stein
Das Geschwister-Scholl-Denkmal wurde 1967 errichtet und sollte ursprünglich vor der Schule stehen. Diese erfüllte aber die Bedingungen für die Namensgebung nicht. Die gesamte Anlage steht unter Denkmalschutz.

## Persönlichkeiten
- Christian Hauschild (1693–1759), deutscher evangelischer Theologe
- August Emil Nitzsche (1869–1931), deutscher Politiker (SPD), sächsischer Finanzminister, Mitglied des Landtages des Königreichs Sachsen und des Freistaates Sachsen
- Albrecht Philipp (1883–1962), deutscher Politiker (DNVP)